# City of Newcastle upon Tyne
City of Newcastle upon Tyne är ett storstadsdistrikt (kommun) i Tyne and Wear i England,  Storbritannien. Distriktet har 307 565 invånare (2022). Det omfattar staden Newcastle upon Tyne och närliggande områden på norra sidan floden Tyne.

## Civil parishes
Stadsområdena Newcastle upon Tyne, Gosforth och Newburn med cirka 90% av distriktets invånare är inte indelat i civil parishes.  Det finns sex stycken civil parishes i distriktet, framför allt i landsbygdsområden: Blakelaw and North Fenham, Brunswick, Dinnington, Hazlerigg, North Gosforth och Woolsington.